# 過酸化ナトリウム
過酸化ナトリウム (かさんか—、sodium peroxide)は、ナトリウムの過酸化物で、化学式 Na2O2 の無機化合物。黄色から白色の吸湿性の粉末。
水と激しく反応し、水酸化ナトリウムと過酸化水素に分解する。
{\displaystyle {\ce {Na2O2\ + 2H2O -> 2NaOH\ + H2O2}}}
なお、消防法によって危険物第1類（酸化性固体）に定められている。毒物及び劇物取締法により劇物に指定されている。